# Gianni Costantino
Gianni Costantino (eigentlich Giovanni Costantino; * 1971 in Caserta) ist ein italienischer Filmregisseur.

## Leben
Costantino diplomierte an der Universität Bologna am Institut „DAMS“ (danza, arte, musica e spettacolo) und war als Regisseur von Musikvideos tätig. Nach einigen Engagements als Regieassistent legte er 2000 mit Ravanello pallido seinen ersten und bislang einzigen Spielfilm vor. Danach war er wieder als Assistent und auch als Casting-Regisseur für Kinofilme tätig, hauptsächlich jedoch zu Videos und Werbefilmen.
Gelegentlich arbeitet Costantino auch für Fernsehen und die Theaterbühne. Er lehrt an der Filmschule „Accademia Rosebud“.